# 住友電工システムソリューション
住友電工システムソリューション株式会社（すみともでんこうシステムソリューション、英文社名：Sumitomo Electric System Solutions Co., Ltd.）は、情報通信ネットワーク、道路交通関連システム、電子機器に関するハードウエア・ソフトウエアの開発・設計・製造・施工・保守を中心とした住友グループのシステムインテグレーター。

## 主力製品・事業
- モバイルシステム
- システム管理ソフト
- ネットワーク製品
- 交通制御端末
- 情報機器
- センサ応用機器
- 通信装置

## 主要事業所
- 本社 - 東京都文京区関口1-43-5
- 大阪支社 - 大阪市西区土佐堀2-2-4
- 中部事業所 - 名古屋市東区東桜1-1-6
- 此花事業所 - 大阪市此花区島屋1-1-3
- 九州事業所 - 福岡市博多区千代4-29-24
- 営業所 - 兵庫、岡山、広島、鳥取、島根、徳島、香川、沖縄

## 沿革
住友電工ハイテックス
- 1974年 - 住電ビジトロニクス設立
- 1987年 - 社名を住電ビジトロニクスから住友電工ハイテックスに変更
- 2002年 - シムデザイン・テクノロジーと合併
- 2003年 - CSマニュファクチャリングを設立

住友電工フィールドシステム
- 1984年 - 住電システム設立
- 1987年 - 社名を住電システムから住友電工システムエンジニリング
- 1992年 - 工事・保守部門が住電フィールドエンジニアリングとして分離・独立。住友電工システムエンジニアリングは住友電工システムズに改称し、ソフトウェアに特化
- 2003年 - 住友電工システムズよりソフトウェア部門の営業譲渡を受け、住友電工フィールドシステムに改称
- 2004年 - 住友電工・システム事業部よりハードウェア設計・ソフトウェア設計・制作等の営業を譲受
- 2006年 - 住友電工ハイテックスと住友電工フィールドシステムの事業統合